# Ain (flod)
 For alternative betydninger, se Ain. (Se også artikler, som begynder med Ain)
Ain er en fransk flod af ca. 190 km's længde. Den udspringer i Jurabjergene mellem landsbyerne Conte og La Favière i ca. 700 meters højde over havet og udmunder i Rhone på dennes højre bred ca. 40 km øst for Lyon.

## Galleri
- Ain 100 meter nedenfor for dens udspring
- Ain ved "Les gorges de l'Ain"
- Kort over Ains løb
- Bifloden La Bienne
- Ain ved Condes et Chancia[5]

## Opdæmning
Ain opdæmmes af blandt andet Barrage de Cize-Bolozon, Barrage de Vouglans og Barrage du Saut-Mortier. Tillige af Barrage d'Allement. Barrage betyder dæmning.
- Barrage de Cize-Bolozon
- Barrage de Vouglans
- Barrage de Vouglans
- Barrage du Saut-Mortier

## Bifloder og tilløb
Blandt bifloder og tilløb er blandt andet:
- La Serpentine[11][12]
- La Saine[13]
- La Londaine[14]
- L'Angillon[15][16]
- Le Dudon[17][18]
- Le Daillon[19]
- Le Drouvenant[20][21]
- La Serra[22][23]
- La Cimante[24][25]
- La Lantenne[26]
- La Bienne[27][28]
- L'Oignin[29][30]
- La Valouse[31][32]
- Le Veyron[33][34]
- Le Suran[35][36]
- Le Riez[37]
- L'Albarine[38][39]
- Le Gardon[40]
- Le Toison[41][42]

- Bifloden La Saine
- Bifloden Le Drouvenant
- Bifloden La Bienne
- Bifloden L'Oignin
- Bifloden La Valouse
- Bifloden L'Albarine

Ain har mere end 50 bifloder og tilløb. Vist i rækkefølge fra Ains øverste løb og nedefter.